# Colmar-Berg

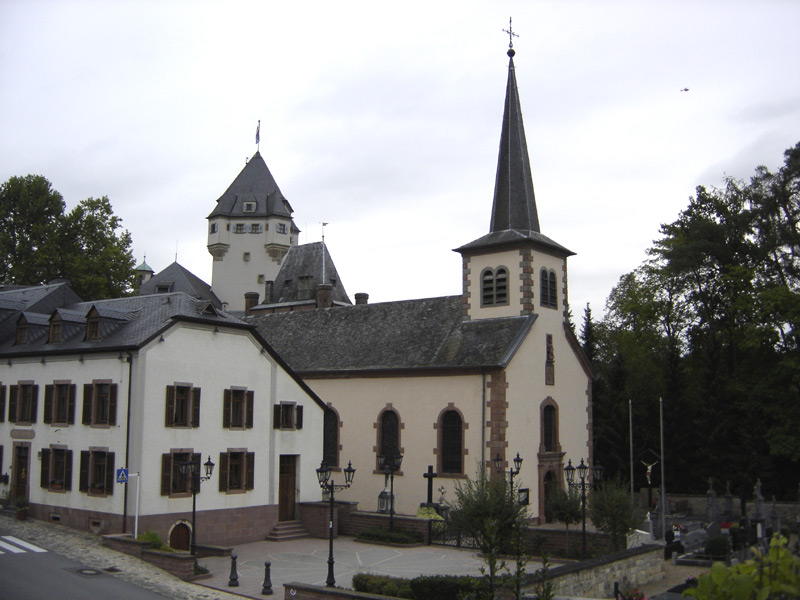
Kirche von Berg, dahinter das Schloss

Colmar-Berg (luxemburgisch Colmer-Biergⓘ) ist eine Gemeinde im Großherzogtum Luxemburg und gehört zum Kanton Mersch. Zusammen mit den Gemeinden Bettendorf, Diekirch, Ettelbrück, Erpeldingen und Schieren bildet Colmar-Berg den Kern der Nordstad. Diese Region gilt neben den Städten Luxemburg und Esch an der Alzette als dritter Entwicklungspol des Großherzogtums.
Der Ort liegt etwa vier Kilometer südlich von Ettelbrück an der Mündung der Attert in die Alzette. In Colmar-Berg befindet sich Schloss Berg, die Residenz von Großherzog Henri, dem Staatsoberhaupt von Luxemburg.

## Zusammensetzung der Gemeinde
Die Gemeinde besteht aus den Ortschaften Berg, Colmar und Welsdorf.

## Geschichte
1941 wurde im besetzten Colmar-Berg eine Nationalpolitische Erziehungsanstalt für Mädchen gegründet.
Durch das Gesetz vom 25. März 1991 wurde die Gemeinde „Bierg“ (Berg) in „Colmer-Bierg“ (Colmar-Berg) umbenannt.

## Städtepartnerschaft
Seit dem 17. November 2004 besteht eine Städtepartnerschaft mit der Stadt Weilburg, Deutschland.

## Unternehmen
Goodyear ist mit über 3000 Mitarbeitern einer der größten Arbeitgeber in Luxemburg. 1957 gründete Goodyear in Luxemburg das Goodyear Innovation Center Luxemburg (GICL), das Reifen für den europäischen und asiatischen Markt entwickelt. Im Werk Colmar-Berg werden Reifen für LKW und Erdbewegungsmaschinen (Earthmover) hergestellt.
Betriebe
- ABC Supermarkt
- K&F Furniture s. a.
- Toiture Moderne

## Verkehr
Der Bahnhof Colmar-Berg liegt an der Bahnstrecke Luxemburg–Spa. Zu Zeiten, als die Herrschenden noch vornehmlich mit der Bahn unterwegs waren, diente er als Bahnhof für die großherzogliche Residenz Schloss Berg. Großherzog Adolph ließ dort 1891 eine Remise für seinen Salonwagen errichten.

## Vereine
- Ecurie Motoclub Goodyear
- Vëlosfrënn Colmer-Bierg
- Goodyear Photoclub Colmar-Bierg
- TC Colmar-Berg
- Scouts Hirsch